# François Philippe
François Philippe (né le 4 novembre 1930 à Penhars dans le Finistère et mort le 7 novembre 2001 à Quimper) est un joueur de football français, qui évoluait au poste de défenseur.

## Biographie

### Carrière en club
François Philippe évolue principalement avec l'équipe du Havre. Il dispute avec le club normand 31 matchs en Division 1, et 62 matchs en Division 2, sans inscrire de but. 
Il atteint la finale de la Coupe Charles Drago en 1962, en étant battu par le Racing Besançon.

### Carrière en sélection
Il participe avec l'équipe de France olympique aux Jeux olympiques d'été de 1960 organisés à Rome. Lors du tournoi olympique, il joue deux matchs : contre l'Inde, et la Hongrie.

## Palmarès
- Finaliste de la Coupe Charles Drago en 1962 avec Le Havre